# Vriesea cipoensis
Vriesea cipoensis är en gräsväxtart som beskrevs av O.B.C.Ribeiro, C.C.Paula och Guarçoni. Vriesea cipoensis ingår i släktet Vriesea och familjen Bromeliaceae. Inga underarter finns listade i Catalogue of Life.